# Северная Звезда (Оренбургская область)
Северная Звезда — посёлок в Абдулинском районе Оренбургской области.
Расположен на реке Тирис в 16 км к западу от Абдулино и в 245 км к северо-северо-западу от Оренбурга.
Первыми поселенцами были жители села Зерикла, переехавшие сюда из-за нехватки земли. В 1850-е годы в поселке было 90 дворов. В 1929 году организован колхоз «Коммуна», председателем был Тураев Т. Д.. Впоследствии колхоз был присоединен к колхозу «Известия ВЦИК» села Булатовка. В селе была начальная школа. В настоящее время школа закрыта.
| 2010 |
| ---- |
| 26   |